# Pimenteiro do tesouro Hoxne
O Pimenteiro do tesouro Hoxne, comumente conhecido como o "Pimenteiro da imperatriz", embora agora não pareça representar uma imperatriz, é de prata "piperatorium", parcialmente dourada, que data de cerca de 400 d.C. Foi encontrado como uma parte do Tesouro de Hoxne, Suffolk, em novembro de 1992, estando no Museu Britânico, onde é normalmente exibido. É uma estatueta oca feita de prata que representa a parte superior do corpo de uma mulher. Tem um mecanismo que permita que pimenta molhada ou as especiarias sejam carregadas em sua base e depois aspergidos sobre alimentos. O mecanismo não mói a pimenta e tem um disco rotativo com três posições. Uma posição permite o preenchimento, outra tem orifícios finos para permitir a aspersão da pimenta e outra faz o fechamento o pote. Esse objeto foi escolhido para ser um dos itens ( o nº 40) da série BBC Radio 4 de 2010, Uma História do Mundo em 100 Objetos.

## Pimenteiro na arqueologia romana

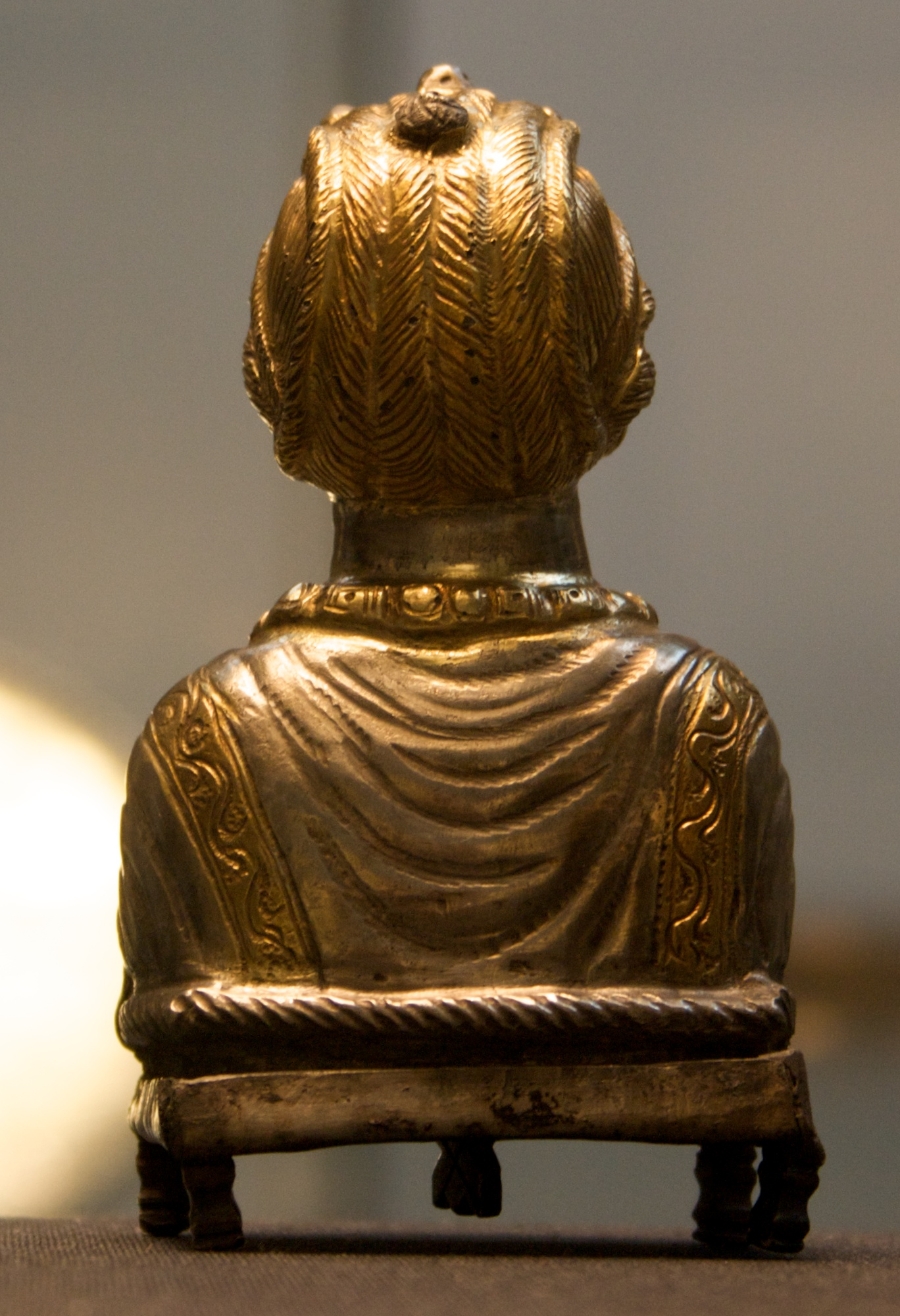
Vista posterior do pimenteiro

Piperatoria são incomuns na arqueologia romana.  Quatro, incluindo este, a Imperatriz, foram encontrados no tesouro de Hoxne, na Inglaterra. Considera-se que esses pimenteiros continham pimenta ou algum outro tempero caro. A evidência de pimenta em particular veio da presença de pimenta preta mineralizada, que foi encontrada em três sítios descobertos na década de 1990 e das placas de Vindolanda, que registram a compra dessa especiaria por dois "denarii" perto de muralha de Adriano. Outros sítios revelaram aromas alimentares, incluindo coentro, azeitona, aipo, aneto, segurelha-dos-jardins, mostarda e erva-doce. A existência de outros aromas ainda é conhecida por traduções de receitas sobreviventes.
Dois "fornos de fusão de pimenta" foram encontrados na chamada Casa de Menandro em Pompeia, mas estes não eram adequados para serem usados como tal, levando a sugestões de que eram de fato foram usados para provar o vinho em vez de espargir a pimenta. Os únicos itens que são inquestionavelmente piperatoria  são todos datados após 250 a.C e foram encontrados em vários locais: na Place Camille-Jouffres no Vienne, na França, no  “Tesouro de Chaourse" no departamento de Aisne, França;,em Nicolaevo na Bulgaria; e um de origem incerta,provavelmente de Sidon.
[carece de fontes?]